# Jennifer Doudna
Jennifer Anne Doudna (Washington D.C., 19 februari 1964) is een Amerikaans  scheikundige en hoogleraar biochemie en moleculaire biologie aan UC Berkeley.
Ze ontwikkelde samen met de Franse Emmanuelle Charpentier de CRISPR-Cas9 methode om stukjes DNA in een genoom te wijzigen. Samen kregen ze in 2020 de Nobelprijs voor Scheikunde, vanwege het ontwikkelen van een methode om het genoom te veranderen.

## Levensbeschrijving
De in Washington D.C. geboren Doudna groeide vanaf haar zevende op in Hilo, Hawaii, waar haar vader hoogleraar Engelse literatuur werd aan de Universiteit van Hawaii. Ze studeerde aan Pomona College in Claremont (Californië), waar ze in 1985 haar bachelordiploma scheikunde behaalde bij Sharon M. Panesenko. Vier jaar later, in 1989, promoveerde ze in de biochemie bij Nobellaureaat Jack Szostak aan de Medical School van de Harvard-universiteit op onderzoek naar ribosomen, uit RNA gevormde structuren in het binnenste van de cel.
Als postdoc werkte ze onder Szostak en bij Thomas Cech aan de Universiteit van Colorado te Boulder. In 1994 kreeg ze een aanstelling als universitair docent (Assistent Professor) aan Yale-universiteit en in 2000 werd ze er benoemd tot gewoon hoogleraar moleculaire biofysica en biochemie. Ook was ze verbonden aan prestigieuze virtuele Howard Hughes Medical Institute. In 2003 stapte ze over naar de universiteit van Californië - Berkeley, waar ze nu nog steeds de leerstoel biochemie en moleculaire biologie bekleedt.
Naast haar hoogleraarschap aan UC Berkerley is ze ook voorzitter en hoofd van bestuur van het Innovative Genomics Institute, faculteitsonderzoeker aan het Laurence Berkeley National Laboratory, senior onderzoeker aan het Gladstone Institutes, alsmede universitair hoofddocent van cellulaire en moleculaire farmacologie aan de UC San Francisco.

## Werk
Doudna had een leidende rol in wat beschouwd wordt als de CRISPR-revolutie, voor fundamentele werk en haar leiderschap in de ontwikkeling van de CRISPR-Cas9-kniptechnologie. Oorspronkelijk begon dit als een zijproject van haar hoofdonderzoek naar ribonucleïnezuur (RNA), een biologisch macromolecuul.
Een van haar eerste doorbraken vond plaats toen ze nog promovendus was in het laboratorium van Szostak. In 1989 hielp ze bij het aantonen dat RNA niet alleen de instructies bevat voor het synthetiseren van eiwitten, maar ook noodzakelijk betrokken is bij het katalyseren van dit proces. Zeven jaar later, in maart 1996, slaagden Doudna en Thomas Cech erin om met röntgendiffractie de driedimensionale structuur te bepalen van het P4-P6- domein van het intron-ribozym van Tetrahymane thermophila groep I, een bepaald type RNA. Dit was een belangrijke prestatie omdat tot dan slechts een ander type RNA-structuur was ontrafeld, namelijk transfer-RNA (tRNA). In 1998 hadden Doudna en haar team de kristalstructuur bepaald van het eerste virale RNA, het hepatitis delta-virus (HDV), een ziekteverwekker gelinkt aan hepatitis B.
In 2005 werd Doudna door Jilian Banfield, een collega in Berkeley,  gevraagd om haar te helpen om enkele repetitieve sequenties te begrijpen die ze had gezien in de genomen van bepaalde bacteriën. Banfield was benieuwd of deze sequenties, bekend als CRISPR (clustered regulary interspaced short palindromic repeats), een vorm van RNA-mechanisme kon zijn welke bacteriën gebruiken om zichzelf te beschermen tegen virale infecties. Een paar jaar later, in maart 2011, was Doudna aanwezig op een conferentie van de American Society die Microbiology in Puerto Rico waar ze Emmanuelle Charpentier ontmoette, een Franse microbioloog en geneticus. Charpentier had een mysterieus enzym opgemerkt, Cas9, geassocieerd met het CRISPR-immuunsysteem dat samenwerkt met gids-RNA (gRNA) en als een schaar werkt. Het Cas9-eiwit valt zijn prooi, het DNA van virussen, aan en snijdt het in stukken zodat het de bacterie niet kan infecteren. Om meer te weten te komen besloot Doudna samen onderzoek te doen.
Samen met Charpentier was Doudna de eerste wetenschapper die in 2012 met het voorstel kwam dat CRISPR-Cas9 gebruikt kan worden voor het eenvoudig en gecontroleerd wijzigen van genetische informatie. Het artikel trok snel de aandacht van modulaire biologen en genetici die de betekenis van deze methode begrepen. Waar genetische manipulatie tot dusver moeizaam en peperduur was, bracht CRISPR-Cas de biotechnologie binnen handbereik van de gewone wetenschapper. Hierna hebben zowel Doudna als andere wetenschappers bewezen dat CRISPR-Cas9 ook gebruikt kan worden voor het aanpassen van menselijke cellen. Hun ontdekking is sindsdien verder ontwikkeld door vele onderzoeksgroepen voor toepassingen variërend van fundamentele celbiologie, planten- en dieronderzoek tot behandelingen voor ziekten zoals sikkelcelanemie, taaislijmziekte, de ziekte van Huntington en hiv.
Ondanks de toekomstige mogelijkheden roept CRISPR-Cas9 voor Doudna ook vele ethische dilemma's op. Haar grootste zorg betreft het gebruik van de techniek op menselijke embryo's voordat voldoende is aangetoond dat dit veilig genoeg is. In 2015 was ze initiatiefneemster van een tijdelijk verbod op het klinische gebruik van de techniek om te sleutelen aan embryo's. De Chinese wetenschapper He Jiankui zette desalniettemin 3 gemodificeerde CRISPR-baby's op de wereld en werd in China veroordeeld tot 3 jaar gevangenisstraf wegens illegaal medisch handelen.

## Erkenning
Doudna heeft fundamentele bijdragen geleverd in de biochemie en genetica en heeft vele prestigieuze prijzen en beurzen ontvangen, waaronder de Nobelprijs voor Scheikunde in 2020 met Charpentier, "voor de ontwikkeling van een methode voor genoombewerking", de Alan T Waterman Award (2000) voor haar onderzoek naar de structuur van een ribozym door röntgenkristallografie en de Breakthrough Prize in Life Sciences (2015) voor CRISPR-Cas9-technologie voor genoombewerking met Charpentier. Voor haar baanbrekende onderzoek naar de structuur en de werking van RNA-moleculen en RNA-eiwit-complexen ontving ze in 2016 de Dr. H.P. Heinekenprijs voor Biochemie en Biofysica. Tevens is ze mede-ontvanger van de Gruber Prize in Genetics (2015), de Tang Prize (2016), de Canada Gairdner International Award (2016), en de Japanprijs (2017).